# شتارکنبرگ
شتارکنبرگ (به آلمانی: Starkenberg) یک شهر در آلمان است که در اتنبرگر لند واقع شده‌است. شتارکنبرگ ۲٬۰۰۱ نفر جمعیت دارد.